# Чехбехар
Чабаха́р (Chabahar.oggо файле), перс. چابهار‎) — город-порт на юго-востоке Ирана в провинции Систан и Белуджистан на берегу Оманского залива, административный центр шахрестана Чабахар. 
Население — 50 тыс. человек, в основном белуджи и персы. 
Свободная торговая зона. Порт Чабахар, крупнейший в Иране после Бендер-Аббаса, является одним из ключевых элементов транспортного коридора «Север — Юг».

## История и политика
За обладание Чабахаром воевали такие колониальные державы, как Британия, Португалия и Испания. Об этом свидетельствуют памятники, оставшиеся от португальского замка на холме Тис в 9 километрах к западу от Чабахара (в Каджарскую эпоху) и здание Банглу внутри современного города Чабахар, которое некогда было объектом вмешательства британского правительства.
Чабахар со времён Ахеменидов считался важным торговым пунктом на пути морской торговой сети, откуда на большие рынки Ближнего Востока поставлялись товары из Китая, Индии и юго-восточной Азии. Венецианский путешественник Марко Поло в своих путевых записках так упоминает о порту Чабахар: «Многие купцы, путешествующие через море, причаливают там (в Чабахаре). Множество товаров оттуда вывозят по наземным дорогам».
В 1901 году Чабахар стал конечным пунктом Систанской экспедиции русского географа и орнитолога Н. А. Зарудного.
Чабахар, будучи расположен на международном транспортном перекрёстке, с 1991 года был объявлен свободной торгово-промышленной зоной. Была разработана двадцатилетняя программа развития туризма, промышленности и торговли. В настоящее время Чабахар в качестве свободной торговой зоны считается наиболее динамично развивающимся регионом восточной части страны.

## Террористический акт в Чабахаре
Террористический акт в Чехбехаре  произошёл 15 декабря 2010 года, погибли по меньшей мере 39 человек, среди них женщины и дети. Двое мусульман-суннитов из террористической организации Джундалла совершили нападение на группу паломников в день Ашура (у шиитов день поминовения имама Хусейна).